# Dalymount Park
Dalymount Park es un estadio de fútbol ubicado en el norte de la ciudad de Dublín, en el barrio de Phibsborough. Es el estadio donde actúa de local el Bohemian FC, habiendo jugado en él otros clubs (Shamrock Rovers y Dublin City) algunas temporadas.
El estadio también fue conocido como la "casa del fútbol irlandés", siendo la sede de los partidos internacionales de la selección de irlanda, así como las finales de la Copa de Irlanda; sin embargo perdió esta condición en favor de Lansdowne Road. El último partido de fútbol internacional oficial que se jugó en Dalymount Park data del 16 de noviembre de 1983, partido de clasificación para la Eurocopa entre Irlanda y Malta (8-0). El último partido amistoso fue el 12 de septiembre de 1990 (Irlanda 1-0 Marruecos). En cuanto a la final de Copa, la última fue la de 1998 entre Cork City y Shelbourne (0-0 en el primer partido, 1-0 favorable a Cork en el partido de desempate).

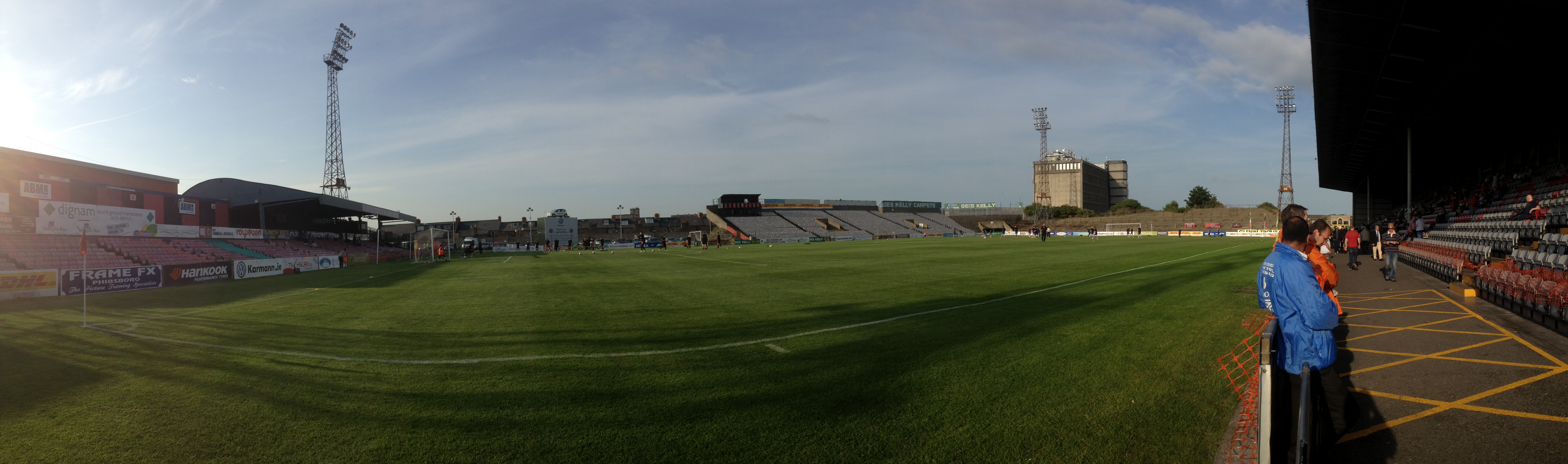
Imagen panorámica.

## Partidos Eurocopa 1964
| 13 de octubre de 1963              | Irlanda                           | 3:2 (1:1) | Austria                 | Dalymount Park, Dublín                                                |                                                                       |
|                                    | Cantwell 45', 90' (p) Fogarty 64' |           | Koleznik 38' Flögel 83' | Asistencia: 39.963 espectadores Árbitro(s): Einar Poulsen (Dinamarca) | Asistencia: 39.963 espectadores Árbitro(s): Einar Poulsen (Dinamarca) |
| Irlanda ganó por 3-2 en el global. |                                   |           |                         |                                                                       |                                                                       |

| 8 de abril de 1964                | Irlanda | 0:2 (0:1) | España                | Dalymount Park, Dublín                                              |                                                                     |
|                                   |         |           | Perú Zaballa 25', 88' | Asistencia: 38.027 espectadores Árbitro(s): Gérard Versyp (Bélgica) | Asistencia: 38.027 espectadores Árbitro(s): Gérard Versyp (Bélgica) |
| España ganó por 7-1 en el global. |         |           |                       |                                                                     |                                                                     |